# Kluski czarne
Kluski czarne (kluski polskie, tarte, szare, żelazne) – rodzaj klusek przygotowanych z surowych i gotowanych ziemniaków, formowane w mocno spłaszczone kulki z wgłębieniem, gotowane w osolonym wrzątku. Są potrawą charakterystyczną dla kuchni Górnego Śląska. Znane są również w innych regionach Polski – stąd różnorodność nazw regionalnych.
Kluski czarne najczęściej występują jako dodatek do mięs i sosów, mogą jednak stanowić także samodzielne danie. Wówczas podawane są  np. z wysmażonym wędzonym boczkiem.
Przyrządza się z ugotowanych i tartych surowych ziemniaków w proporcji (przed ugotowaniem i starciem) 1:1. Opcjonalnie dodaje się mąkę. Tradycyjnie do odcedzania wody z utartych ziemniaków służy specjalnie przygotowana ścierka (woreczek), do której się je wkłada a następnie wykręca z nich wodę do jakiegoś naczynia. Po odstaniu wody, delikatnie wylewa się ją i przylegającą do dna naczynia skrobię (krochmal) dodaje się do ciasta. Ugotowaną część ziemniaków przeciska się przez praskę gdy są jeszcze gorące.
Aby uzyskać jak najciemniejszą barwę klusek, stosuje się takie zabiegi jak pozostawienie utartych ziemniaków na kilka godzin aż ściemnieją (tempo zmiany barwy zależy od odmiany ziemniaka) lub pozostawienie już uformowanych klusek nawet na cały dzień przed ugotowaniem.
Kluski czarne najczęściej podawane są do obiadu razem z kluskami białymi na osobnych półmiskach. Często okraszone są stopioną słoniną ze skwarkami. Można je również odgrzewać na patelni, co powoduje powstanie na nich rumianej skórki.